# セイル・アウェイ
『セイル・アウェイ』(Sail Away)は、2001年9月4日から2006年6月19日にかけて東京ディズニーシーのドックサイドステージで開催されていたステージショー。途中、ステージメンテナンスやサウンド・オブ・クリスマスを公演していた期間は休演。通称「セイル」。

## 概要
UNITED STATES STEAMSHIP COMPANY(架空の会社)が所有する豪華客船S.S.コロンビア号の処女航海に集まった乗客たちと見送りの人々が、船長ミッキーマウスや水夫長ドナルドダック、ミニーマウス、グーフィーも交えて、処女航海を祝うセレモニーを行うミュージカルショー。
アメリカンウォーターフロント内にあるS.S.コロンビア号の真横にあるドックサイドステージで開催されていた。
東京ディズニーシーで開かれているガイドツアー『ディズニーシー・アカデミー』に参加すると、S.S.コロンビア号の乗客役として3階(Bデッキ)で、ダンスを行い旗を振ってショーに参加することができた。

## 登場人物

### ディズニーキャラクター
- ミッキーマウス … S.S.コロンビア号の船長
- ミニーマウス
- ドナルドダック … S.S.コロンビア号の水兵
- グーフィー

### ダンサー
- チーフパーサー
- 水兵
- ポーター
- S.S.コロンビア号乗客
- ニューヨーク市民

### ゲスト
- S.S.コロンビア号乗客(ディズニーシー・アカデミーに参加したゲスト)

## CD
東京ディズニーシー セイル・アウェイ
CDではなく、CCCDでの販売。キャラクター、ダンサーの台詞は一部のみ収録。公演でのバンド演奏およびダンサーの台詞はライヴであるため、収録されている音源と公演での内容とでは異なる場合がある。
1. エンターテイナー
2. みんながやっている
3. メドレー：月の入り江で (Moonlight Bay) ～ 夕陽に赤い帆 (Red Sails in the Sunset)
4. ロウ・ロウ・ロウ
5. 美わしの海
6. アイ・ラブ・トゥ・ゴー・スウィミン・ウィズ・ウィメン (I Love to Go Swimmin' with Wimmen)
7. ミニー・ザ・マーメイド
8. 海洋の宝石・コロンビア
9. 幸せになりたい (I Want to Be Happy)
10. ハレルヤ